# Idaea macrospila
Idaea macrospila là một loài bướm đêm trong họ Geometridae.